# Атака Одессы дронами 2 марта 2024 года
В ночь на 2 марта 2024 года Одесса была атакована российскими дронами Shahed, что привело к частичному разрушению 9-этажного дома в спальном районе. Была разрушена часть подъезда на 18 квартир. В результате удара погибли 12 человек, в том числе 5 детей. Ещё 20 человек пострадали.
По данным местных властей, Одесскую область атаковали 8 беспилотников, запущенных из акватории Чёрного моря. 7 из них были сбиты, а один попал в дом.
3 марта было объявлено днём траура в Одесской области Украины.

## Ход событий
В ходе своего вторжения в Украину российская армия регулярно атаковала украинские регионы.
В ночь на 2 марта 2024 года российские войска в очередной раз атаковали Украину. Воздушные силы ВСУ заявили, что всего было уничтожено 14 из 17 российских беспилотников на территории Одесской, Николаевской, Запорожской, Харьковской, Сумской, Днепропетровской областях. При этом согласно заявлениям украинских военных, в ночь Одесскую область из акватории Черного моря атаковали 8 дронов Shahed 136-131/136, из которых были сбиты 7.
В Одессе один из российских дронов попал в девятиэтажный панельный жилой дом на проспекте Добровольского. Удар по дому произошел около 2 часов ночи, разрушив 18 квартир и повредив ещё 36 квартир. Также в ходе атаки были повреждены теплосети, из-за чего без отопления остались 11 домов, детский сад и школа.
Погибли 12 человек, среди которых — пятеро детей. Ещё 20 человек пострадали, из них 2 человека были в тяжелом состоянии, а один получил травмы средней тяжести.
В ходе поисково-спасательной операции было задействовано более 200 человек, а в её ходе было спасено 5 человек.

## Реакция
Прокуратура Украины открыла уголовное дело по статье «нарушение законов и обычаев войны».
Президент Украины Владимир Зеленский выразил соболезнование погибшим и заявил: «Нам нужно больше ПВО от партнеров. Нужно усиливать украинский воздушный щит, чтобы добавить защиты нашим людям от российского террора. Больше систем ПВО, больше ракет для ПВО — это то, что сохраняет жизни». Глава МИД Украины Дмитрий Кулеба заявил, что Запад должен изменить формулу помощи Украины из «столько, сколько нужно» на «так быстро и столько, сколько нужно».
Глава МИД Литвы Габриэлюс Ландсбергис призвал привлечь Россию к ответственности за гибель украинских детей.
Президент Молдовы Майя Санду заявила: «очередная атака российского беспилотника в Одессе унесла жизни людей, служа суровым напоминанием о том, что Украина срочно нуждается в большей помощи».

## Оценки
Спикер украинского Оперативного командования «Юг» Наталья Гуменюк заявляла, что украинские силы фиксировали попытки россиян запускать дроны на очень низких высотах над морем, резко набирая высоту непосредственно перед атакой. При этом россияне модифицировали у дронов боевую часть и двигатели, поэтому Гуменюк предположила, что такие разрушения в результате атаки были связаны с усилением боевой части беспилотника.

## Память
6 марта 2024 года во время рабочей поездки в Одессу президент Украины Владимир Зеленский и премьер-министр Греции Кириакос Мицотакис почтили память погибших 2 марта. Во время этого визита Россия нанесла по Одессе новый ракетный удар, в результате которого погибло 5 человек. Удар пришелся примерно в 150 метрах от места, где находились Кириакос Мицотакис и Владимир Зеленский. При этом пресс-секретарь украинских Сил обороны юга Наталья Гуменюк заявила, что этот российский удар не был связан с визитом Зеленского в Одессу и был нанесен в одно из припортовых зданий Одесского порта.